# Ауксо
Ауксо, другие варианты имени Ауксия, Авксо, Авксесия (греч. Αὐξώ от αὔξησις — «приумножающая», «умножающая», «увеличивающая») — одна из Гор или Ор, богинь времён года, покровительниц урожая и живительных сил природы. Число Гор варьирует в зависимости от эпохи, поэтому в ранних источниках Ауксо не упоминается. Её имя добавлено к числу Гор в тот период, когда появилось деление на четыре времени года.

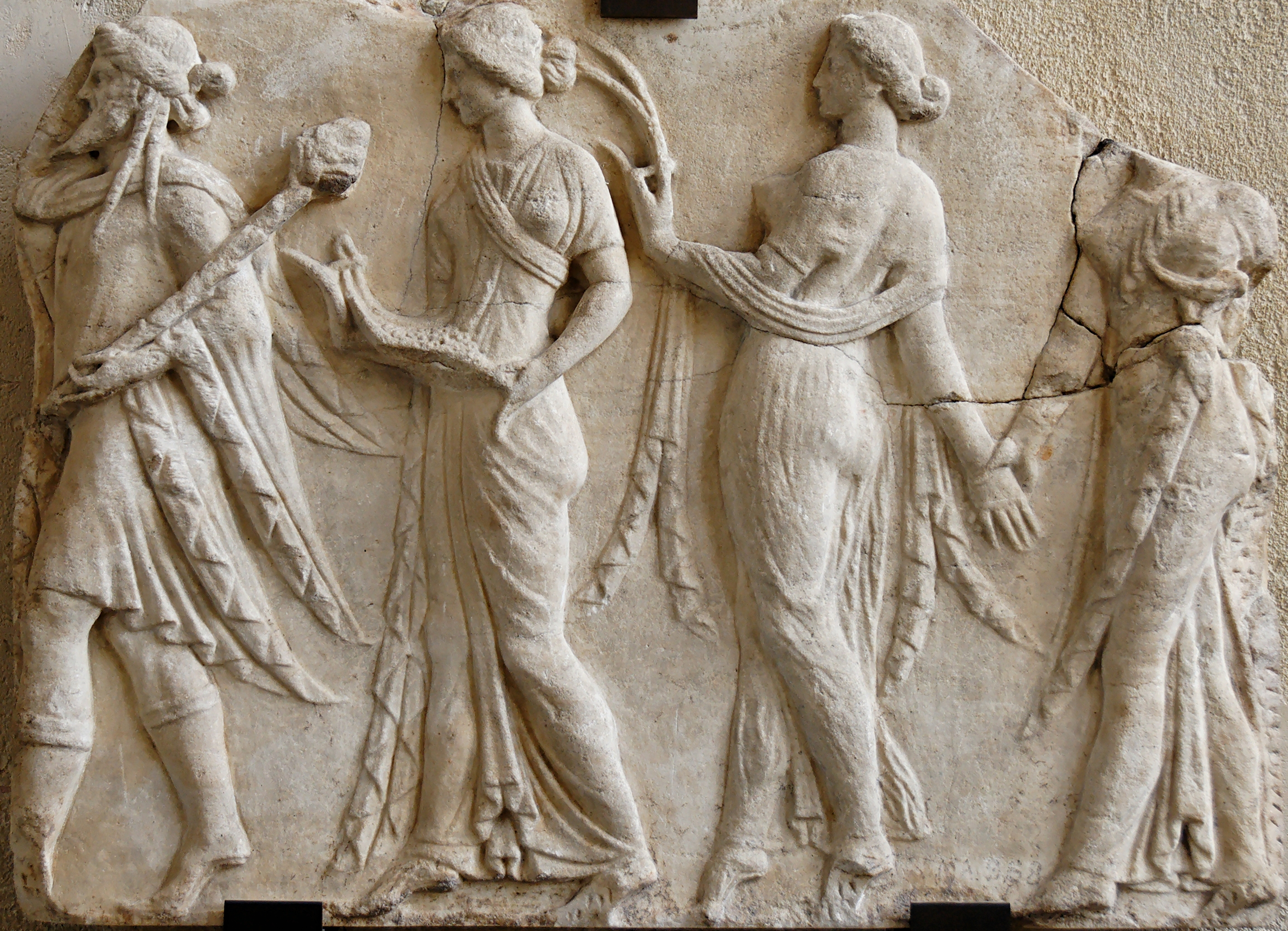
Дионис, предводительствующий Горам. Рельеф, I в. н. э.

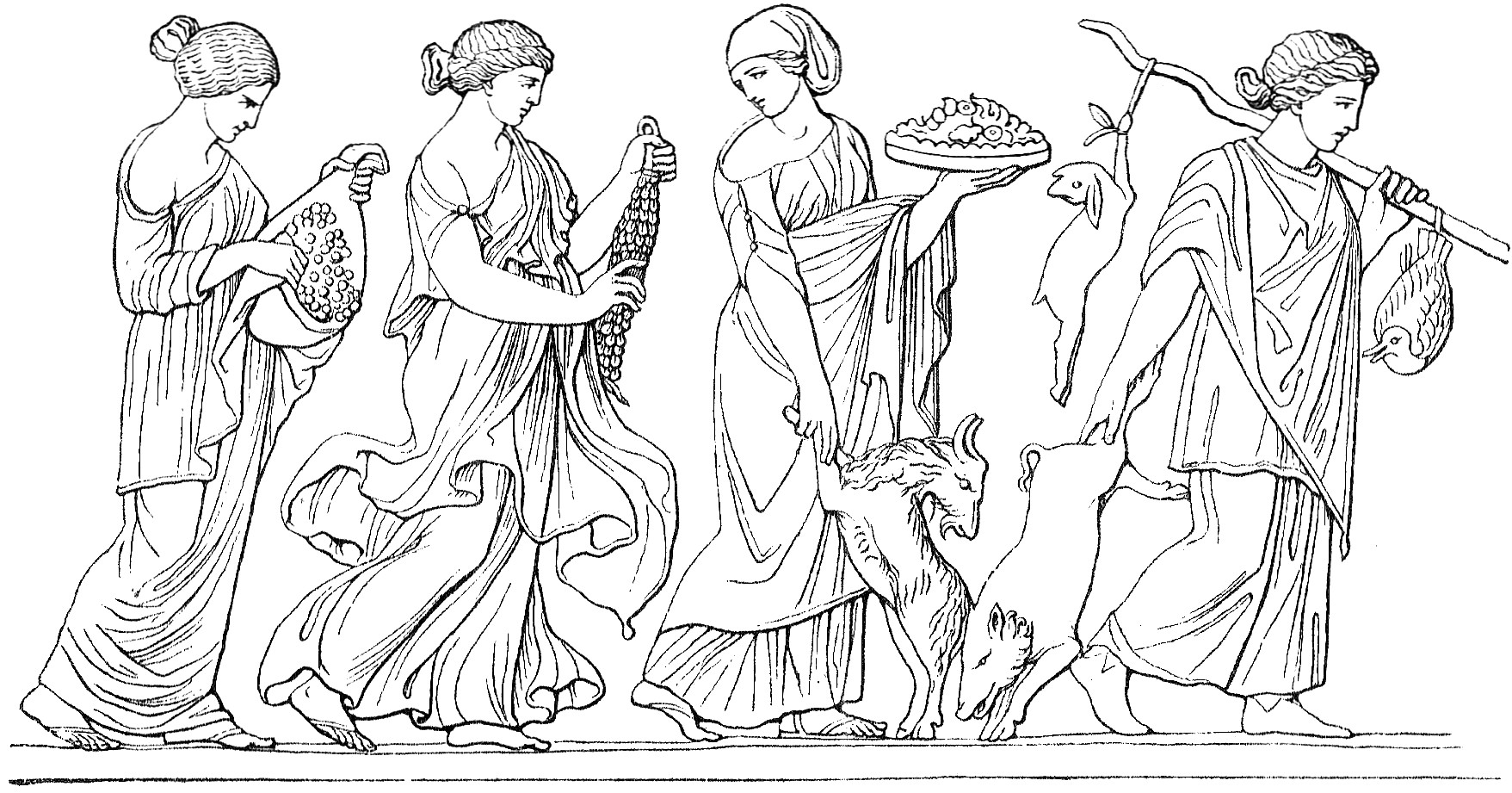
Горы (Оры)

Как и другие Горы, Ауксо была дочерью Зевса и Фемиды.
Ауксо была богиней (Горой) весны и роста. Её функции были такими же, как и у прочих Гор — она упорядочивала жизнь человека, внося в неё установленную периодичность и наблюдая за её закономерным течением. Горы служили отцу Зевсу, открывали и закрывали небесные врата. Ауксо также считалась защитницей растительности и плодородия.
Совместно с Гегемоной она также являлась одной из Афинских харит.